# Trophée des champions 2012
Trophée des champions 2012 byl zápas francouzského fotbalového Superpoháru, v němž se střetly týmy Montpellier HSC jakožto vítěz Ligue 1 ze sezóny 2011/12, a celek Olympique Lyon, který vyhrál ve stejné sezóně francouzský fotbalový pohár (Coupe de France).
Utkání francouzského Superpoháru mají od roku 2009 dějiště mimo území Francie, tentokrát se zápas odehrál 28. července 2012 v Red Bull Areně ve městě Harrison v americkém New Jersey. O poločase byl stav 1:1, po uplynutí řádné hrací doby 2:2. Z triumfu se nakonec radoval Lyon, který porazil Montpellier v penaltovém rozstřelu 4:2. Pro Lyon to bylo osmé prvenství v soutěži, v minulosti trofej získal ještě v letech 1973 a 2002–2007. Montpellier naopak přišel o možnost získat první triumf ve francouzském Superpoháru.

## Detaily zápasu
| 28. července 2012 15:00 EDT (21:00 SELČ) |        |                      |                                                                                   |
| Montpellier HSC                          | 2 – 2  | Olympique Lyon       | Red Bull Arena, Harrison, New Jersey, USA diváci: 19 572 rozhodčí: Jorge Gonzalez |
| Utaka 27' Herrera 56' (pen.)             | Report | Gomis 44' Briand 77' | Red Bull Arena, Harrison, New Jersey, USA diváci: 19 572 rozhodčí: Jorge Gonzalez |

|                                       |       | Penaltový rozstřel                 |  |
| Charbonnier Camara Bedimo Yanga-Mbiwa | 2 : 4 | Fofana Cissokho Koné Benzia Briand |  |

| Montpellier HSC | Olympique Lyon |

| GK          | 16 | Geoffrey Jourdren  |     |     |
| RB          | 12 | Daniel Congré      |     |     |
| CB          | 3  | Mapou Yanga-Mbiwa  | 60' |     |
| CB          | 4  | Vitorino Hilton    |     |     |
| LB          | 5  | Henri Bedimo       | 79' |     |
| CM          | 13 | Marco Estrada      | 78' |     |
| CM          | 23 | Jamel Saihi        |     |     |
| AM          | 20 | Rémy Cabella       |     | 64' |
| RW          | 7  | John Utaka         |     |     |
| LW          | 8  | Anthony Mounier    |     | 80' |
| FW          | 11 | Emanuel Herrera    |     | 74' |
| Náhradníci: |    |                    |     |     |
| GK          | 1  | Laurent Pionnier   |     |     |
| DF          | 27 | Cyril Jeunechamp   |     |     |
| MF          | 6  | Joris Marveaux     |     |     |
| MF          | 18 | Karim Aït-Fana     |     |     |
| MF          | 22 | Benjamin Stambouli |     | 80' |
| FW          | 9  | Gaëtan Charbonnier |     | 74' |
| FW          | 19 | Souleymane Camara  |     | 64' |
| Trenér:     |    |                    |     |     |
| René Girard |    |                    |     |     |

| GK          | 1  | Hugo Lloris         |     |     |
| RB          | 14 | Mouhamadou Dabo     |     | 81' |
| CB          | 3  | Cris                |     |     |
| CB          | 4  | Bakary Koné         |     |     |
| LB          | 20 | Aly Cissokho        |     |     |
| CM          | 21 | Maxime Gonalons     |     |     |
| CM          | 15 | Gueïda Fofana       |     |     |
| AM          | 8  | Yoann Gourcuff      |     |     |
| RW          | 10 | Alexandre Lacazette | 29' |     |
| LW          | 19 | Jimmy Briand        |     |     |
| FW          | 18 | Bafétimbi Gomis     |     | 65' |
| Náhradníci: |    |                     |     |     |
| GK          | 30 | Rémy Vercoutre      |     |     |
| DF          | 13 | Anthony Réveillère  |     | 81' |
| DF          | 23 | Samuel Umtiti       |     |     |
| MF          | 7  | Clément Grenier     |     |     |
| MF          | 12 | Jordan Ferri        |     |     |
| MF          | 24 | Jérémy Pied         |     |     |
| FW          | 25 | Yassine Benzia      |     | 65' |
| Trenér:     |    |                     |     |     |
| Rémi Garde  |    |                     |     |     |

| Asistenti rozhodčího: Gregory Barkey Brian Dunn Čtvrtý rozhodčí: Terry Vaughn Delegát zápasu: Bernard Docquiert | Pravidla - 90 minut. - Penaltový rozstřel, pokud je stav vyrovnaný i po řádné hrací době (neprodlužuje se). - 7 povolených náhradníků na lavičce každého týmu. - Maximálně 3 střídání hráčů pro každé mužstvo. |